# 尼科爾斯格羅夫 (密蘇里州)
尼科爾斯格羅夫（英語：Nichols Grove）是位於美國密蘇里州霍爾特縣的非建制地區。

## 地理
尼科爾斯格羅夫所處的海拔為高於海平面305米（即1001英呎），而該地所採用的時區為UTC-6，即北美中部時區（CST）。同時該地設有夏令時間，為UTC-6調快一小時，即UTC-5（CDT）。